# Рейвенсторп (аэропорт)
 Рейвенсторп  — аэропорт, расположенный в Рейвенсторпе, Западная Австралия, в 31 километре к югу от города и в 19 километрах к северу от Хопетоуна. Был открыт 5 декабря 2004 года. Общая стоимость строительства составляет $ 5 миллионов. Аэропорт управляется графством Рейвенсторп. В 2005 году Рейвенсторп получил $ 17 миллионов для модернизации систем безопасности.